# Ponto de Apoio Naval de Tróia

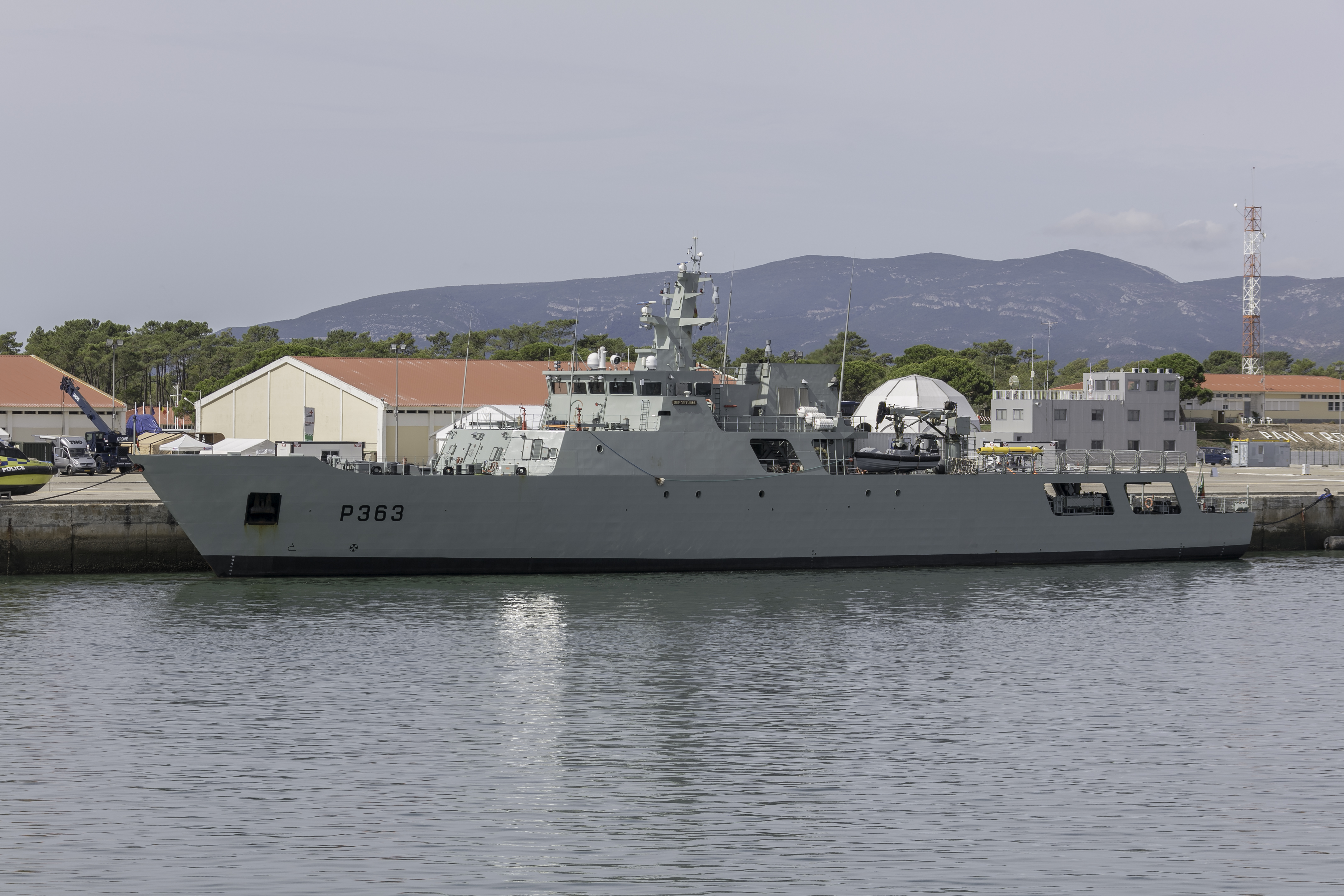
O NRP Setúbal no Ponto de Apoio Naval de Tróia, durante o exercício NATO REP(MUS) 2021.

O Ponto de Apoio Naval de Tróia (PANTROIA) constitui uma pequena base naval da Marinha Portuguesa, situada na Península de Troia, junto ao estuário do Sado. Depende do Comando de Corpo de Fuzileiros (CCF). 
O PANTROIA possui um cais de 230 metros tendo a base uma área de 6,5 hectares. A base possui alojamentos, heliporto e bomba de combustível para embarcações. 
Devido à sua posição geográfica e toda a sua envolvente, esta base permite o treino de desembarques anfíbios de fuzileiros, treino de operações anfíbias e de mergulhadores. Por essa razão, tem recebido vários exercícios militares como o "Contex-Phibex", "Lusíada"; "Linked Seas" e "Trident Juncture 15" no âmbito da NATO; o "Open Gate 90" com a Marinha Inglesa e vários exercícios com os Marines Americanos. Recentemente tem sido feitos vários exercícios com Sistemas Marítimos Não Tripulados, como o REP (MUS) 19, tendo sido feita uma pista de aterragem para Veículos aéreos não tripulados.
Em abril de 2022 estas instalações militares foram selecionadas para ser um dos centros de testes da NATO Defence Innovation Accelerator for the North Atlantic (DIANA), tendo como objetivo testar novas tecnologias, inteligência artificial e aparelhos tecnológicos de projetos da aliança militar.

## Funções
- Apoiar embarcações em missão;
- Operar equipamentos de combate à poluição;
- Acolher exercícios militares;
- Auxiliar desembarques anfíbios do Corpo de Fuzileiros;
- Colaborar com o Centro de Treino de Sobrevivência da Força Aérea no treino de militares desse ramo;
- Colaborar com outras unidades da Marinha, como a Escola Naval, Instituto Hidrográfico e a Capitania do Porto de Setúbal.[10]
- Testar veículos aéreos não tripulados e outras tecnologias em conjunto com a Nato Defence Innovation Accelerator for the North Atlantic (DIANA)

## Instalações
- Cais de 230 metros;
- 2 hangares de grande dimensão;
- Bomba de combustível para embarcações;
- Heliporto;
- Pista de aterragem para Veículos aéreos não tripulados;
- 9 edifícios.